# Eurydirorhachis picteti
Eurydirorhachis picteti är en mångfotingart som beskrevs av Filippo Silvestri 1899. Eurydirorhachis picteti ingår i släktet Eurydirorhachis och familjen Platyrhacidae. Inga underarter finns listade i Catalogue of Life.